# Paraleptomenes miniatus
Paraleptomenes miniatus är en stekelart som först beskrevs av Henri Saussure 1856.  Paraleptomenes miniatus ingår i släktet Paraleptomenes och familjen Eumenidae.

## Underarter
Arten delas in i följande underarter:
- P. m. mephitis
- P. m. nigrithorax